# Christer Jönsson

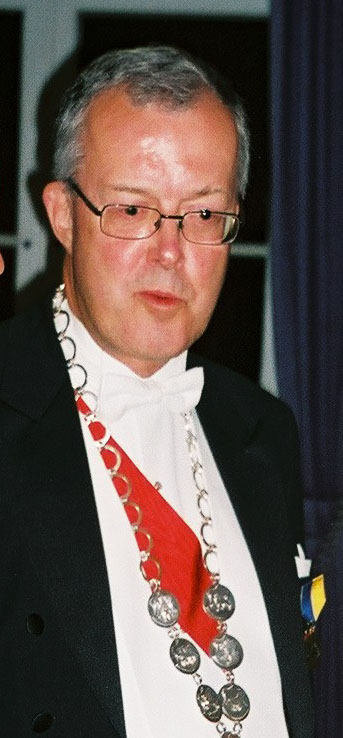
Christer Jönsson iförd den silverkedja han 1997–2009 bar i sin egenskap av inspektor för Helsingkrona nation.

Christer Jönsson, född den 16 maj 1944, är en svensk professor i statsvetenskap.
Jönsson blev fil. kand. 1968 och disputerade 1975 på avhandlingen The Soviet Union and the Test Ban - A Study in Soviet Negotiating Behavior. Sedan 1989 är han professor i statsvetenskap vid Lunds universitet. Hans forskning är i huvudsak inriktad på internationell politik.
Jönsson är ledamot av Kungliga Vetenskapsakademien sedan 2006.
Jönsson var 1997–2009 även inspektor för Helsingkrona nation. Han är gift och har två barn.